# Ermita de San Salvador de Ibañeta
La ermita de San Salvador de Ibañeta es un templo de culto cristiano situado en el Puerto de Ibañeta (1066 m) en el Pirineo occidental, justo en la muga entre Valcarlos con Roncesvalles (Navarra), representado en la actualidad por un edificio de nueva planta construido en 1964, e inaugurado el 25 de julio de 1965, obra del arquitecto José Yárnoz Larrosa. Está levantado en el mismo emplazamiento donde hubo, desde el siglo XI, una ermita bajo la misma advocación junto con un hospital y un albergue para peregrinos. También es frecuente encontrar referencias historiográficas al mismo lugar bien como monasterio, como iglesia o como capilla simplemente.
Actualmente es un hito en el trazado del Camino Francés que lleva hasta Santiago de Compostela. En esta zona de San Salvador «se reunían los dos ramales que franqueaban el paso montañoso», el camino alto (por el alto de Lepoeder, de 1436 m) y el camino bajo (por el valle de Valcarlos). Este paso de montaña está, así pues, fuertemente vinculado con Roncesvalles siendo habitual, por esta ello, que se solapen y confundan en algunas fuentes. Pero, bajo un cierto rigor, estos espacios, junto con Valcarlos, deben ser diferenciados geográficamente. 

## Historia

### Edad Antigua
Varios autores sitúan aquí también la mansio conocida como Summo Pyreneo expresado en el Itinerario 34 del Itinerario Antonino, la vía romana entre Burdigalia (Burdeos) y Asturica Augusta (Astorga), Ab Asturica Burdigalam entrada natural por la llamada Vía Aquitania. El lugar también ya presentaría desde el siglo I d. C. una vinculación espiritual con el Sol o Júpiter.

### Edad Media
En una carta de Sancho el de Peñalén, datada en 1071, es mencionado el monasterio noble y leal de Ibañeta. Unos años después, en 1110 es donado al monasterio de Leyre por un miembro de la familia real. Es en esta época, en el siglo XII, cuando era conocido como capilla de Carlomagno o de Roldán. Ya sería en 1271 cuando fue adquiridad por el priorato de Roncesvalles. Asociado a este templo, se crearía inicialmente un hospital adyacente al mismo, hacia 1127, para pocos años después, hacia 1134, ser trasladado al cercano valle.
Siendo el lugar confluencia de vertientes y frecuentado por nieblas, se dice que el ermitaño hacia sonar la campana para guiar a los peregrinos desde el atardecer hasta la medianoche.

### Edad Moderna y Contemporánea
Las tropas de la Convención derribaron la iglesia en 1794. En ruinas la encontró entonces el filólogo alemán Wilhelm von Humboldt en su segundo viaje por esta región del Pirineo. En 1886 se tiene noticia de una nueva reconstrucción, a tenor de los comentarios de Pedro de Madrazo: «en un rellano existe un edificio de insignificante arquitectura, robustecido con contrafuertes, cuyo campanario claramente denota su carácter de construcción religiosa del siglo XVI. Es esta la ermita de San Salvador de Ibañeta, pero no es el edificio que fundó Carlomagno del que nada queda.» También por aquellos años el escritor catalán Juan Mañé y Flaquer, la plasmó a plumilla en un dibujo único testimoniando gráficamente cómo era la capilla.
En 1881 un incendio, provocado por unos arrieros que allí pernoctaban, destruyó la iglesia. Lacarra refiere que tal incendio se produjo en 1884 y por la imprudencia de unos soldados.

## Arqueología
Desde finales del siglo XIX, por trabajos sobre la antigua carretera a Valcarlos, se constatan evidencias de la importancia arqueológica del entorno de la actual ermita de Ibañeta. En esta primera ocasión hay constancia de un anillo romano, varias monedas y varios esqueletos.
En 1934 se volvieron a realizar excavaciones dentro de las ruinas de la ermita llegándose a localizar un osario junto a cuyos esqueletos se hallaron monedas inglesas de plata y cobre del rey Etelredo II. Tales evidencias habla de lo temprano de la existencia del santuario. 
Un cambio del trazado de la carretera permitió a Vázquez de Parga en 1951 excavar en la cabecera de la ermita de Carlomagno hallando fragmentos de sigillata hispánica y gálica del siglo I d. C., un ara romana dedicada al Sol Invicto y una moneda de Carlos el Simple.
Desde 2009, en el contexto del rodaje de la película documental 778 - La Chanson de Roland Mercedes Unzu, del Gabinete de Arqueología TRAMA, realizan algunos sondeos a resultas de los cuales se localizan vestigios de una de las criptas así como restos de peregrinos datados en el siglo XIII.
Desde 2016 se están efectuando campañas de excavaciones con el apoyo de alumnos de diversas universidades y la colaboración de la UNED Pamplona en busca del hospita y la iglesia medieval.

## Galería

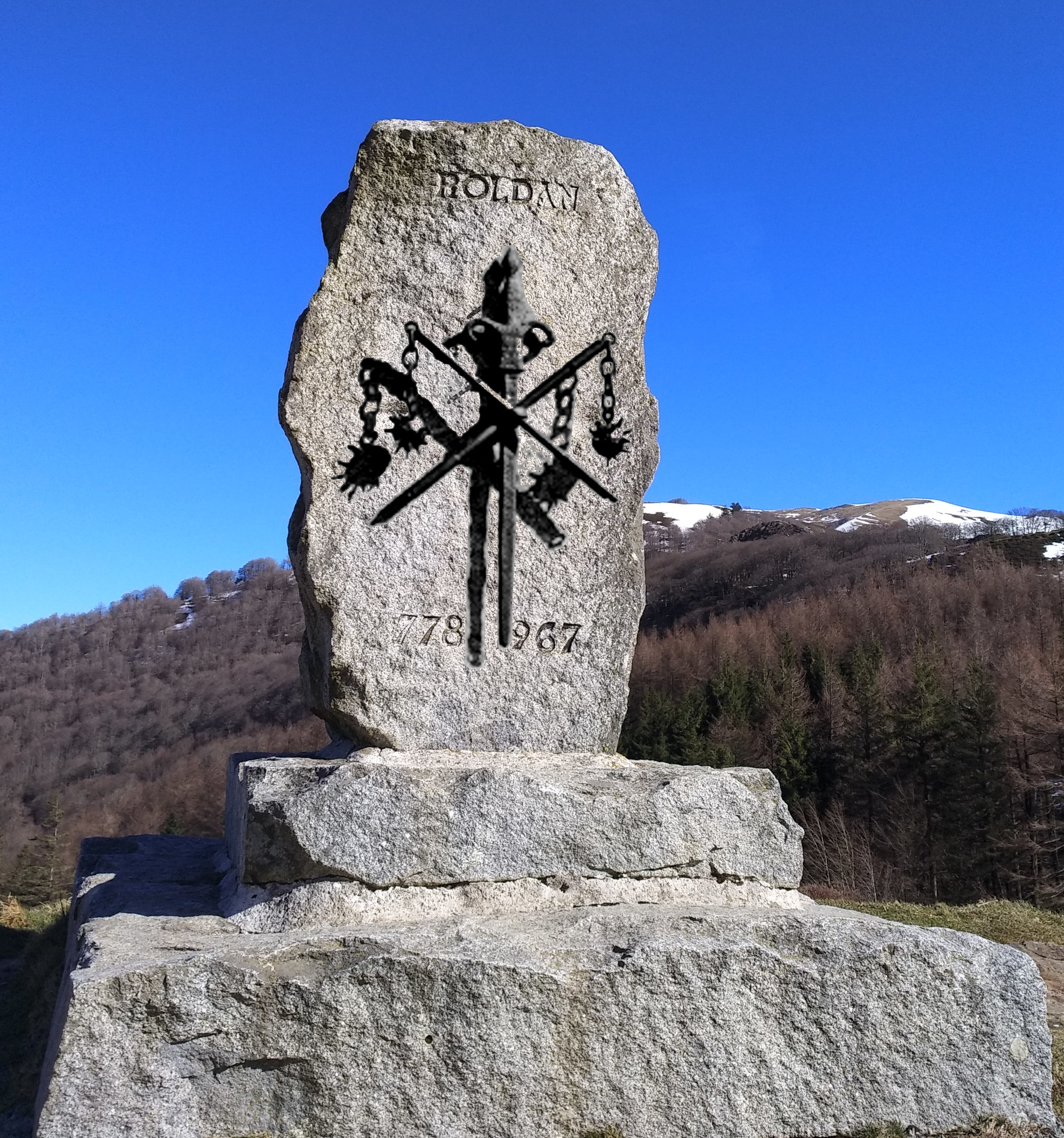
Monumento a Roldán (Puerto de Ibañeta)
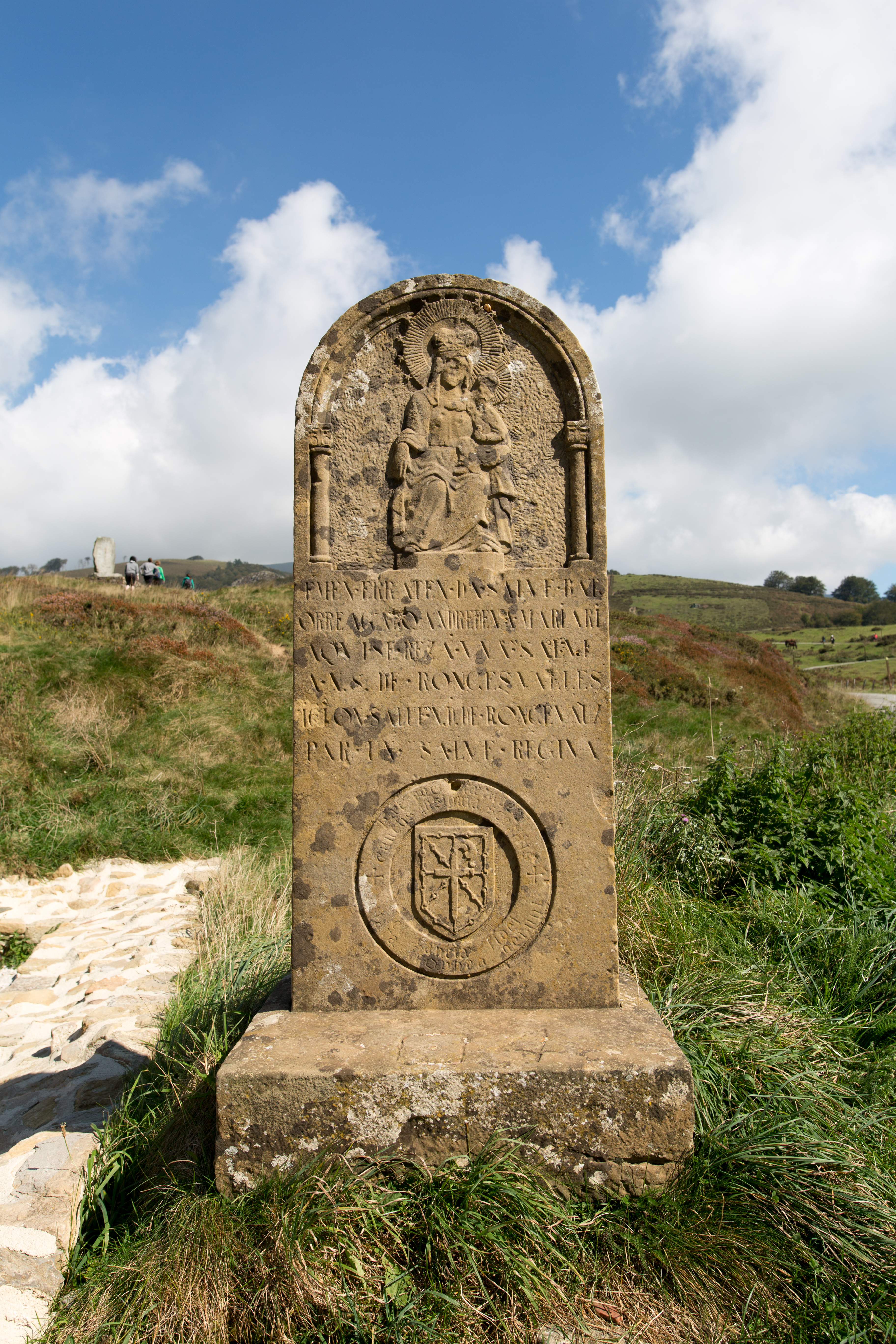
Estela en Santa María de Roncevalles.
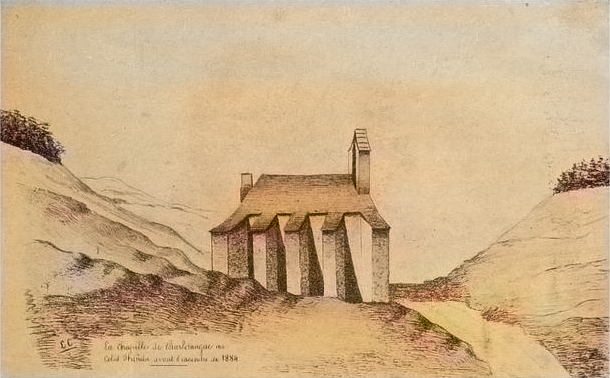
La capilla de Carlomagno o San Salvador, antes de 1884
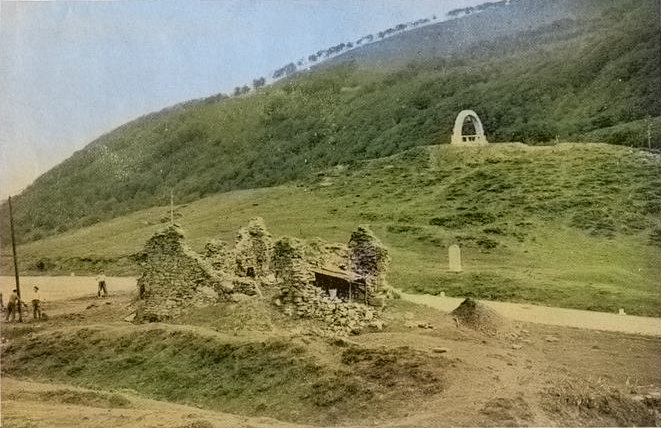
Ruinas de la capilla de San Salvador de Ibañeta hacia 1934
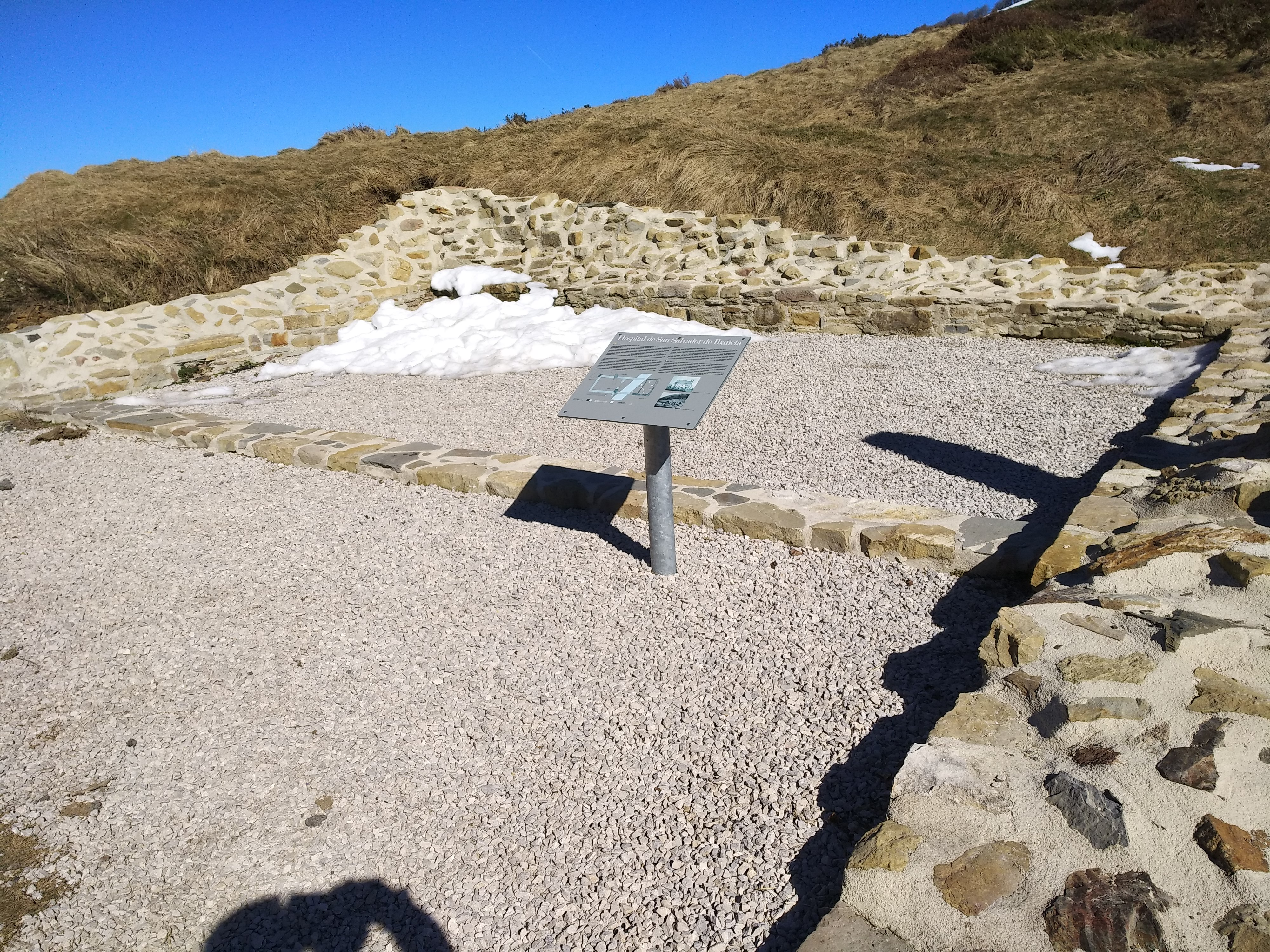
Hospital de San Salvador de Ibañeta (ruinas)